# Mandarin Oriental Paris
Pour les articles homonymes, voir Mandarin Oriental.
Le Mandarin Oriental Paris est un hôtel situé au n°251 rue Saint-Honoré dans le 1er arrondissement de Paris. Il fut ouvert en 2011 et a reçu la distinction de palace.
Il est détenu par le groupe asiatique Mandarin Oriental.

## Description
L'immeuble qui abrite le palace est construit dans les années 1930, destiné auparavant à des bureaux de l'administration publique (à son emplacement se trouve le bal Valentino jusqu'en 1890 et le Nouveau Cirque jusqu'en 1926). Sa rénovation s'est opérée dans le cadre de la certification Haute qualité environnementale. Classé 5 étoiles, il a aussi obtenu en 2014 la distinction de palace.
135 chambres et suites sont proposées dans cet hôtel situé près de la place Vendôme. Il dispose d'un spa de 900 m2, d'un bar et de deux restaurants : le Sur Mesure et le Camélia.
L'hôtel, dont l'architecte Jean-Michel Wilmotte a assuré la transformation et qui est décoré de meubles en laque traditionnelle du designer Bruno de Caumont, a été inauguré en juin 2011. Mis en vente par la Société foncière lyonnaise en 2012, les murs de l'hôtel sont achetés par la maison-mère, le Mandarin Oriental Hotel Group. Jardine Matheson en conserve alors l'exploitation.